# TMZ (motorfietsmerk)
TMZ is een historisch Russisch merk van motorfietsen en scooters. De scooters werden onder de namen "Tula", "Tulitsa" en "Muravey" op de markt gebracht.
De Toelskii mototsikletnii zavod (TMZ) (Russisch Тульский мотоциклетный завод) oftewel de Toela motorfabriek genoemd naar de vestigingsplaats van de fabriek in Toela kwam voort uit de wapenfabriek TOZ (Toelskii Oruzheiny Zavod), die al in 1875 opgericht was. In 1939 werd een deel van de fabriek verzelfstandigd en ging verder onder de naam TMZ. Tijdens de Tweede Wereldoorlog en de Koreaanse Oorlog werden weer vooral wapens geproduceerd, maar in de jaren vijftig ging men scooters naar westers voorbeeld produceren. Dat gebeurde ook in de Vyatsko-Polyansky fabriek waar de Vyatka scooters naar voorbeeld van Vespa gebouwd werden. In 1975 werd na het overlijden van Kolonel-Generaal Vasilii Mikhailovich Riabikov de fabriek omgedoopt tot "Riabikov Engineering Works", maar de productnaam bleef "TMZ".

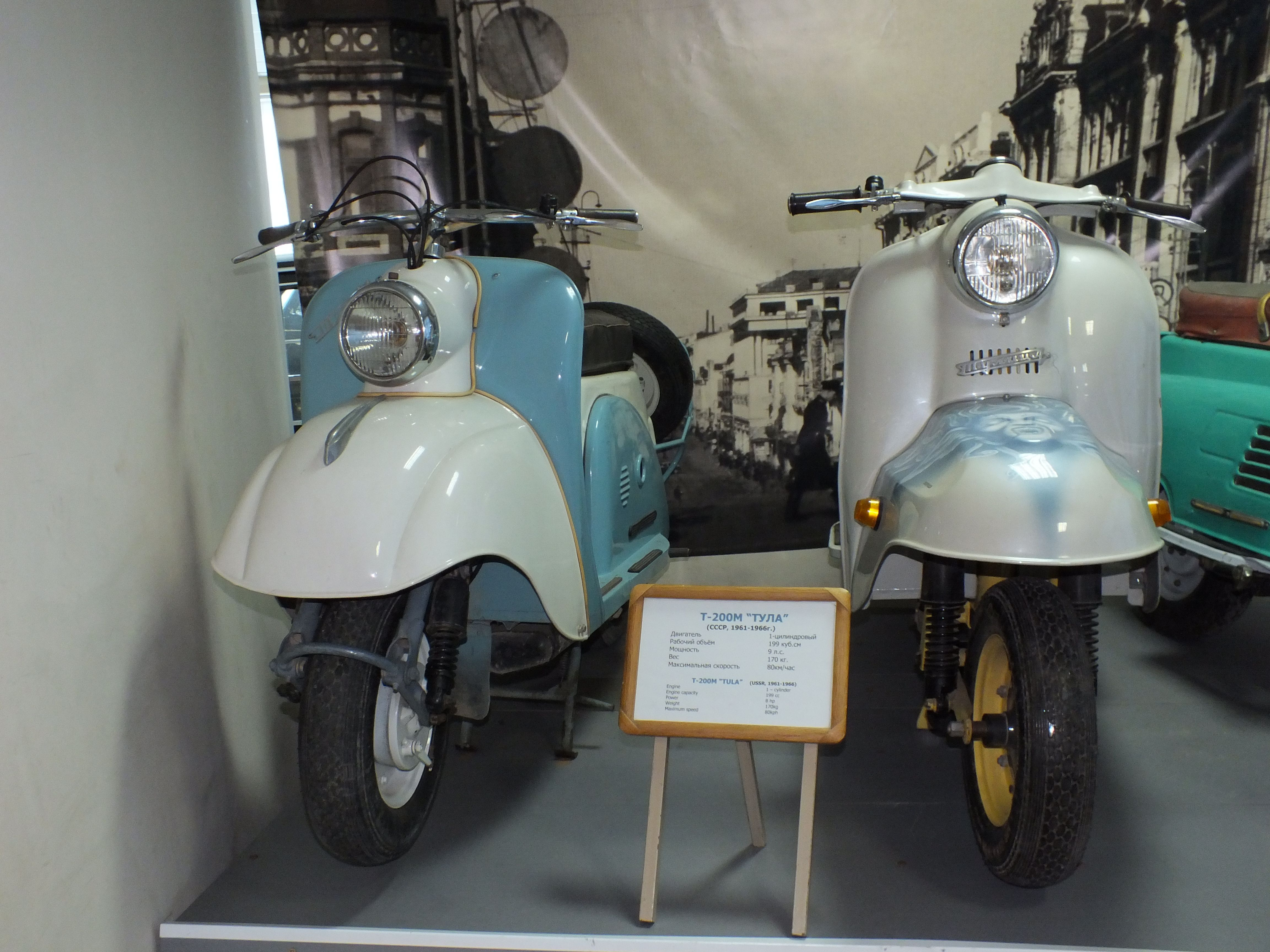
T-200 Tula / Tulitsa

## Tula T-200
TMZ kocht in 1954 een aantal Goggo scooters en ging deze kopiëren. Nog in hetzelfde jaar waren de eerste prototypen klaar. De eerste scooter werd in 1955 gepresenteerd en kreeg de naam Tula T-200. Hij werd aangedreven door een 199cc eencilindertweetaktmotor. Uiterlijk was de scooter nauwelijks te onderscheiden van de Goggo. In het motorcompartiment zat bij de eerste versies slechts één koelgat (bij de Goggo twee) en de kleurstellingen waren verschillend. Latere versies kregen ook twee koelgaten. Er werden waarschijnlijk wel andere materialen toegepast dan bij de Goggo, want de Tula scooter woog 160kg terwijl de Goggo slechts 130kg op de schaal bracht. De motor moest ook aanmerkelijk "vetter" gesmeerd worden dan de Goggo (er moest meer olie in de mengsmering worden gemengd). Na een aantal jaren werd de geduwde schommelvoorvork vervangen door een getrokken exemplaar, dat door het afgeslankte voorspatbord prominent in beeld lag, maar er bijzonder vreemd uitzag. Dezelfde voorvork werd in omgekeerde vorm door Vyatka in de B-150M Elektron gebruikt.

## Tula TG-200
De Tula TG-200 kwam in 1957 op de markt en was een vrachtscooter met een eigen gewicht van 300kg en een laadvermogen van 250kg. De motor was iets groter geworden (199cc) en naast de vier versnellingen was er ook nog een achteruitversnelling aan boord. De machine werd bijzonder populair bij boerenbedrijven in het thuisland.

## Tula Turist
In 1967 liet TMZ het Goggo-ontwerp geheel los en bracht men met de Tula Turist een strakker gelijnde, zelf ontworpen scooter op de markt. De 199cc motor was niet gewijzigd, maar leverde wel iets meer vermogen. Deze Tula Turist kreeg in 1975 een kleine uiterlijke wijziging. In de motorafdekking werden kleine gaten aangebracht om de koeling te verbeteren. Nog later werden een uitermate lange uitlaat gemonteerd. De Tula Turist werd ook geëxporteerd, o.a. naar Birma, Cuba, Cyprus, het Verenigd Koninkrijk, Hongarije, Indonesië, Iran, Irak, Polen, Roemenië, Vietnam, Argentinië en andere landen in Zuid-Amerika en Afrika.

## Muravey
Al in 1969 werd als opvolger van de TG-200 de Muravey ("mier") gepresenteerd. De fabrieksaanduiding van de Mier was TMZ-5.402. De motor leverde nu 12,5pk en het brandstofverbruik werd opgegeven als 6,2 liter per 100 km. De topsnelheid was 45 km/uur en het laadvermogen bedroeg 280kg. Ook deze versie van de vrachtscooter werd goed verkocht buiten het eigen land en werd geëxporteerd naar dezelfde landen als de Turist.

## Tulitsa
In 1984 werd het model van de TZM scooters opnieuw veranderd. De koplamp zat nu in een zwarte kap en ook het "vloergedeelte" was zwart. Verder was er bij het oorspronkelijke model uit 1968 hier en daar wat plaatwerk weggeknipt, vooral bij het achterspatbord, waardoor het achterwiel beter bereikbaar werd. Deze scooter kreeg ook een nieuwe naam: "Tulitsa". Het was een uitermate lelijk model, dat bovendien te lijden had onder de sowieso teruglopende verkopen van scooters in heel Europa.

## Muravey TMZ-5.403
De nieuwe vrachtscooter kreeg de naam Muravey TMZ-5.403. Hiervan waren vier versies leverbaar: het basismodel TMZ-5.403, de TMZ 5.403K met een canvas huif, een model met een stalen laadruimte en het uitloopmodel TMZ-5.402 met een dubbele zitplaats. De Tulitsa werd door gebrek aan succes al snel weer uit productie genomen, maar de vrachtscooters bleven populair en werden ook geëxporteerd.

## TMZ-5.951 en TMZ-5.952
Na het floppen van de Tulitsa scooter besloot Valentin Pudoveyev, inmiddels hoofd van de ontwerpafdeling, om over te schakelen op de productie van motorfietsen. In 1985 werd de TMZ-5.951 gepresenteerd. Dit was een zeer klein motorfietsje met kleine maar brede terreinbanden. In 1986 werd het model al herzien en omgedoopt tot TMZ-5.952. De telescoopvork was veranderd, net als de carburateur. Dit model leverde 13pk en bleef tot in 1990 in productie.
Na 1990 ging met tóch weer scooters produceren, 50cc modellen dit keer, zoals de TMZ Fregat 50 scooters. Deze hadden Franco Morini inbouwmotoren. Eind 1999 stopte TMZ voorgoed met de productie van scooters. De huidige productie bestaat voornamelijk uit bromfietsen en robuuste trikes voor gebruik in de landbouw.

## Trivia
De Tulitsa werd in de jaren tachtig nog in Nederland geïmporteerd, hoewel het beperkt bleef tot 3 stuks die mogelijk onverkoopbaar waren, want een van deze machines werd in 1987 op de Vehikel beurs aangeboden met slechts 10 km op de teller.

## Technische gegevens
| TMZ             | Tula T-200                                             | Tula Turist                                            | Tulitsa                                                | Tula TG 200                                            | Muravey                                                |                          |
| --------------- | ------------------------------------------------------ | ------------------------------------------------------ | ------------------------------------------------------ | ------------------------------------------------------ | ------------------------------------------------------ | ------------------------ |
| Periode         | 1955-1967                                              | 1967-1985                                              | 1984-1986?                                             | 1957-1967                                              | 1967-1989?                                             |                          |
| Motortype       | eencilinder tweetaktmotor met geforceerde luchtkoeling | eencilinder tweetaktmotor met geforceerde luchtkoeling | eencilinder tweetaktmotor met geforceerde luchtkoeling | eencilinder tweetaktmotor met geforceerde luchtkoeling | eencilinder tweetaktmotor met geforceerde luchtkoeling |                          |
| boring          | 61mm                                                   | 62mm                                                   | 62mm                                                   | 62mm                                                   | 62mm                                                   |                          |
| slag            | 66mm                                                   | 66mm                                                   | 66mm                                                   | 66mm                                                   | 66mm                                                   |                          |
| Cilinderinhoud  | 198cc                                                  | 199cc                                                  | 199cc                                                  | 199cc                                                  | 199cc                                                  |                          |
| Max. Vermogen   | 8pk                                                    | 10 pk                                                  | n.o.                                                   | n.o.                                                   | 11pk bij 4.800 tpm                                     |                          |
| Topsnelheid     | 82 km/h                                                | 85 km/h                                                | 85 km/h                                                | 47 km/h                                                | n.o.                                                   |                          |
| Aandrijving     | ketting                                                | ketting                                                | ketting                                                | ketting                                                | ketting                                                |                          |
| Rijwielgedeelte | buisframe                                              | buisframe                                              | buisframe                                              | Dubbele buis en I-balken                               | Dubbele buis en I-balken                               | Dubbele buis en I-balken |
| Leeg gewicht    | 160kg                                                  | 150kg                                                  | n.o.                                                   | 300kg                                                  | 258kg                                                  |                          |